# Branná (stacja kolejowa)
Branná – stacja kolejowa w Brannej, w kraju ołomunieckim, w Czechach Znajduje się na wysokości 580 m n.p.m.
Na stacji istnieje możliwość zakupu biletów na wszystkiego rodzaju pociągi oraz rezerwacji miejsc. 

## Linie kolejowe
- 292 Šumperk - Krnov